# Наконечников, Александр Георгиевич
Алекса́ндр Гео́ргиевич Наконе́чников (3 [16] сентября 1915; село Дергачи, Новоузенский уезд, Самарская губерния — 8 ноября 1946; город Барановичи, Брестская область) — советский лётчик бомбардировочной и штурмовой авиации, командир полка и дивизии в Великой Отечественной войне, Герой Советского Союза (1.07.1944). Гвардии подполковник (4.08.1943).

## Биография
Родился 3 (16) сентября 1915 года в селе Дергачи, ныне посёлок Саратовской области. Русский украинского происхождения. В 1931 году окончил 7 классов школы, в 1933 году — 2 курса Саратовского индустриального техникума. Работал секретарём районного комитета комсомола в Дергачах.
В Красной Армии с сентября 1933 года. В 1936 году окончил 14-ю военную школу лётчиков в Энгельсе. Служил в 87-й скоростной бомбардировочной авиабригаде ВВС Киевского военного округа младшим лётчиком.
В мае-ноябре 1938 года участвовал в гражданской войне в Испании на стороне республиканцев, совершил несколько боевых вылетов на бомбардировщике СБ. Был награждён орденом Красного Знамени.
По возвращении служил в 52-й скоростной бомбардировочной авиабригаде в Киевском военном округе, был командиром звена и помощником командира полка. В январе 1940 направлен на учёбу, а в сентябре того же года окончил Липецкие авиационные курсы усовершенствования ВВС РККА. С сентября 1940 — командир эскадрильи 226-го скоростного бомбардировочного авиаполка (в Киевском военном округе). Член ВКП(б) с 1940 года.
Участник Великой Отечественной войны: в июне-августе 1941 — командир авиаэскадрильи 226-го ближнебомбардировочного полка (Юго-Западный фронт). Участвовал в Львовско-Черновицкой оборонительной операции и в Киевской оборонительной операции, совершил несколько боевых вылетов на бомбардировщике Су-2. В сентябре 1941 года отозван в тыл и назначен командиром 10-го запасного штурмового авиаполка ВВС Приволжского военного округа.
С июля 1942 года — командир 954-го штурмового авиационного полка 291-й штурмовой авиационной дивизии на Юго-Западном, Сталинградском и Донском фронтах. С декабря 1942 года — командир 243-го (с марта 1943 года — 78-го гвардейского) штурмового авиационного полка 228-й штурмовой авиационной дивизии 16-й воздушной армии. Полк сражался на  Центральном, Белорусском и 1-м Белорусском фронтах. Участвовал в Харьковском сражении, Сталинградской и Курской битвах, в битве за Днепр, в Гомельско-Речицкой, Калинковичско-Мозырской, Рогачевско-Жлобинской, Белорусской наступательных операциях. 
9 июля 1943 года группа из 15 штурмовиков под командованием гвардии майора А. Г. Наконечникова на пути к цели была перехвачена 20-ю истребителями «фокке-вульф». Несмотря на численное превосходство противника, Наконечников перестроил боевой порядок штурмовиков и вступил в бой. Без потерь были сбиты 3 немецких истребителя, остальные покинули зону боя, а советские шрурмовики продолжили выполнение задания и нанесли удар по наземным войскам противника. Этот воздушный бой был подробно разобран в информационном бюллетене ВВС РККА за 1943 год как образец умелого использования сильных сторон штурмовика Ил-2 против превосходящих сил вражеских истребителей и применения маневра в воздушном бою.  
К февралю 1944 года А. Г. Наконечников совершил 81 боевой вылет на штурмовике Ил-2 на штурмовку техники и войск противника.
За умелое руководство полком и личное мужество и героизм, проявленные в боях, Указом Президиума Верховного Совета СССР от 1 июля 1944 года гвардии подполковнику Наконечникову Александру Георгиевичу присвоено звание Героя Советского Союза с вручением ордена Ленина и медали «3олотая Звезда» (№ 3043).
С сентября 1944 по июль 1945 года — командир 11-й гвардейской штурмовой авиационной дивизии 16-я воздушная армия (1-й Белорусский фронт). Лётчики под его командованием участвовали в Висло-Одерской, Восточно-Померанской и Берлинской наступательных операциях, освобождали Польшу и штурмовали Берлин. К 9 мая 1945 года командир дивизии имел на личном счету 94 боевых вылета.
После войны продолжал службу в строевых частях ВВС, с ноября 1945 года командовал 76-м гвардейским штурмовым авиационным полком 1-й гвардейской штурмовой авиационной дивизии 1-й воздушной армии Белорусского военного округа. Трагически погиб (отравился) 8 ноября 1946 года. Похоронен на Старом кладбище в городе Барановичи Брестской области (Белоруссия).

## Награды
- Герой Советского Союза (1.07.1944);
- орден Ленина (1.07.1944);
- три ордена Красного Знамени (22.02.1939, 3.01.1943, 9.06.1945);
- орден Суворова 3-й степени (14.10.1943);
- орден Александра Невского (12.07.1943);
- орден Отечественной войны 1-й степени (6.02.1943);
- медаль «За боевые заслуги» (3.11.1944);
- Медаль «За оборону Сталинграда»
- Медаль «За победу над Германией в Великой Отечественной войне 1941-1945 гг.»
- Медаль «За взятие Берлина»
- Медаль «За освобождение Варшавы»

## Память
Его имя носит школа в посёлке Дергачи, в которой он учился, и улица в Барановичах. Перед школой в посёлке Дергачи установлен обелиск.